# Chiesa di Sant'Agata al Carcere
La chiesa di Sant'Agata al Carcere è sita a Catania in piazza Santo Carcere, nel quartiere San Biagio della Calcarella o Anfiteatro romano di Catania.

## Storia
La chiesa costituisce un complesso di notevole interesse, con una stratificazione storica che conserva parti della cinta muraria greca (VI sec. a.C.), strutture monumentali di età romana (II sec. d.C.) e che a partire dall'alto medioevo diventa luogo centrale del culto di sant'Agata, che secondo la tradizione qui venne tenuta prigioniera.

### Epoca Aragonese
I luoghi erano annessi alla primitiva cattedrale di Sant'Agata la Vetere. Solo a partire dal XV secolo gli ambienti furono inglobati nella struttura di una prima chiesa, poi ricostruita ed ampliata in seguito al terremoto del 1693.

### Epoca Spagnola
Del complesso fanno parte anche parti residue delle mura della città, edificate in età aragonese e poi rafforzate da Carlo V nel XVI secolo. Delle fortificazioni documentate dall'ingegnere militare Tiburzio Spannocchi il complesso risulta inserito presso il Bastione di Sant'Agata La Vetere in seguito denominato Bastione del Santo Carcere.
Nel 1750 la facciata fu perfezionata nelle forme attuali, l'arcivescovo Pietro Galletti dispose il trasferimento del primitivo portale della cattedrale di Sant'Agata, che per 16 anni aveva anche abbellito la loggia, nella nuova collocazione.

## Il carcere negli Atti del Martirio
Negli Atti del Martirio di sant'Agata il carcere ritorna diverse volte, e sempre con un ruolo centrale nello svolgimento del racconto. Agata vi viene rinchiusa per la prima volta in seguito al suo rifiuto di sacrificare agli dei pagani e vi ritorna dopo il tentativo di "rieducazione" presso la casa della corrottissima matrona Afrodisia. Iniziato il processo e le torture, la giovane viene ricondotta in carcere dopo aver subito il martirio dei seni, e qui riceve l'apparizione di San Pietro che la guarisce da tutte le sue ferite.
Infine, dopo l'ultimo martirio della fornace, Agata viene nuovamente ricondotta in carcere e qui spira dopo aver elevato un'ultima preghiera, il 5 febbraio 251.

## Descrizione

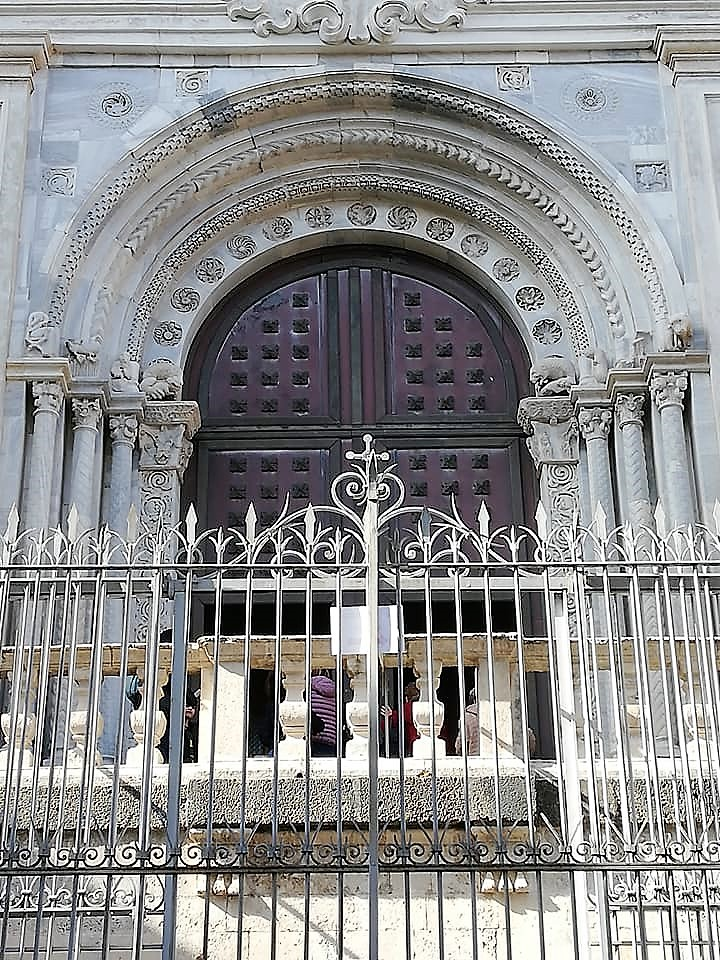
Portale.

Secondo la tradizione, attorno a quello che veniva venerato come il carcere di sant'Agata, sorse intorno all'VIII secolo d. C. una piccola cappella dedicata a san Pietro. In mancanza di qualsiasi conferma sull'esistenza e la collocazione di questo primo luogo di culto, sappiamo invece con certezza che nel XV secolo, su commissione della famiglia Guerrera fu edificata la prima chiesa. Questa aveva ingresso a sud, e le sue strutture sono ancora leggibili nel presbiterio della chiesa attuale, caratterizzato da una campata a crociera gotica sostenuto da quattro colonne angolari con capitelli corinzi.

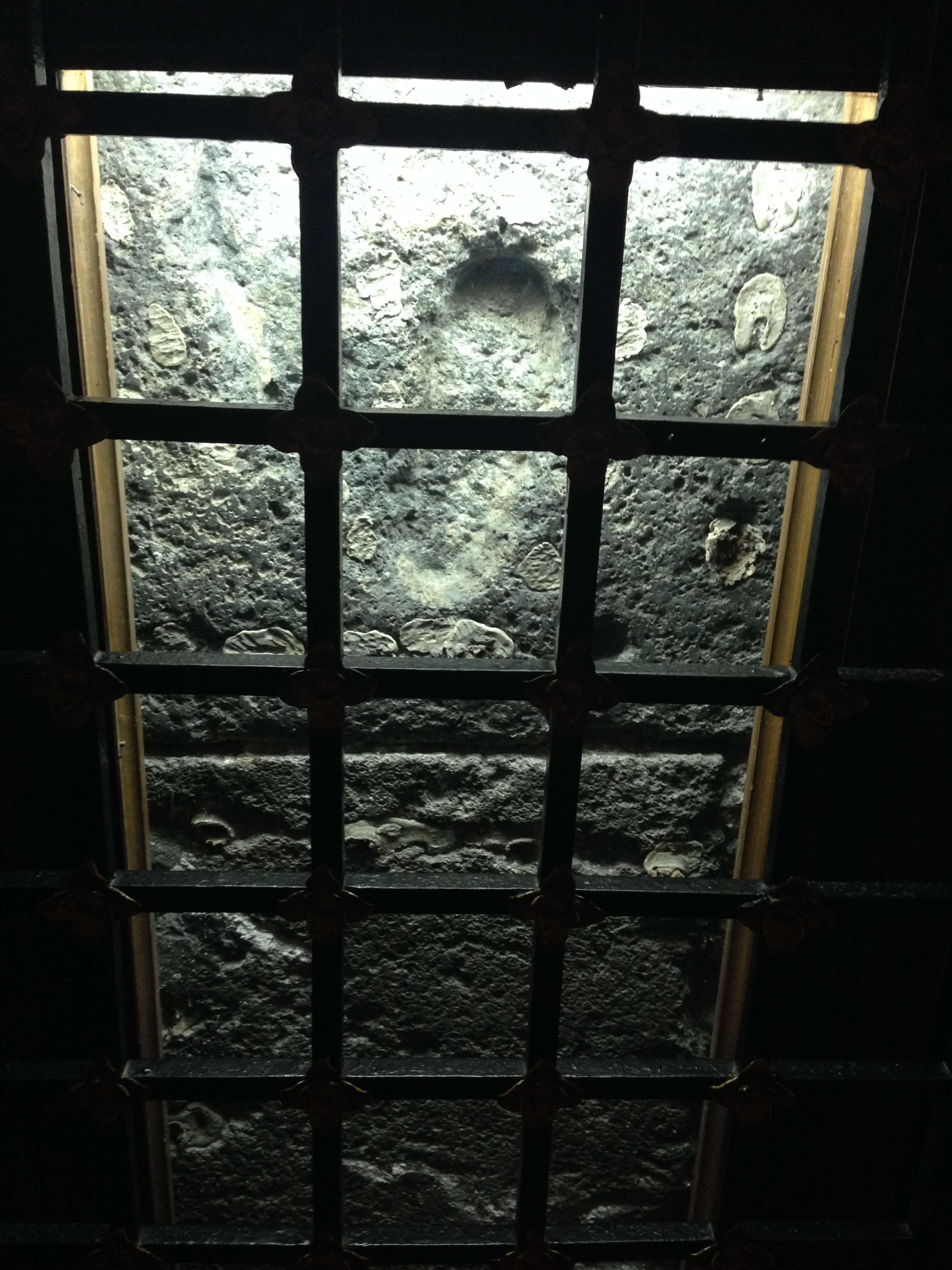
Impronta di sant'Agata.

In seguito al terremoto del 1693, su progetto dell'architetto Francesco Battaglia, la chiesa fu ingrandita aggiungendo la navata e l'ingresso fu spostato ad est. La nuova facciata, di un barocco misurato ed elegante, fu impreziosita a partire dal 1762 dall'antico portale romanico proveniente dalla distrutta Cattedrale.
Il portale, proveniente dalla cattedrale normanna di Catania, presenta una decorazione scultorea principalmente di tipo anglo-normanno, venne realizzato in marmo bianco con arco a tutto sesto ed è retto da sei colonnine decorate in tre modi diversi (rispettivamente dall'esterno verso l'interno a scacchiera, a spina di pesce e a losanghe), il cui motivo si ripete lungo le strombature dell'arco stesso, e da due pilastrini che fungono da stipiti su cui sono figure e simbologie bibliche, animali reali o immaginari, intrecciati tra loro da una modanatura a motivo floreale.

### Opere d'arte e devozione
Tra le opere d'arte custodite all'interno della chiesa, la più preziosa è senza dubbio la pala d'altare che rappresenta Sant'Agata condotta al martirio, olio su tavola, opera di Bernardino Niger autografa con la dicitura Bernardinus Niger grecus faciebat 1588.
Sulla parete destra del presbiterio, accanto all'ingresso del carcere, una grata conserva le orme di sant'Agata che secondo la tradizione rimasero impresse nella pietra lavica mentre la giovane veniva ricondotta in carcere dopo il martirio.
Nella chiesa è conservata anche una parte della cassa con cui le reliquie furono riportate a Catania da Costantinopoli nel 1126 dai soldati Goselmo e Gisliberto, dopo che le stesse erano state trafugate nel 1040 dal generale bizantino Giorgio Maniace.

## I dati archeologici

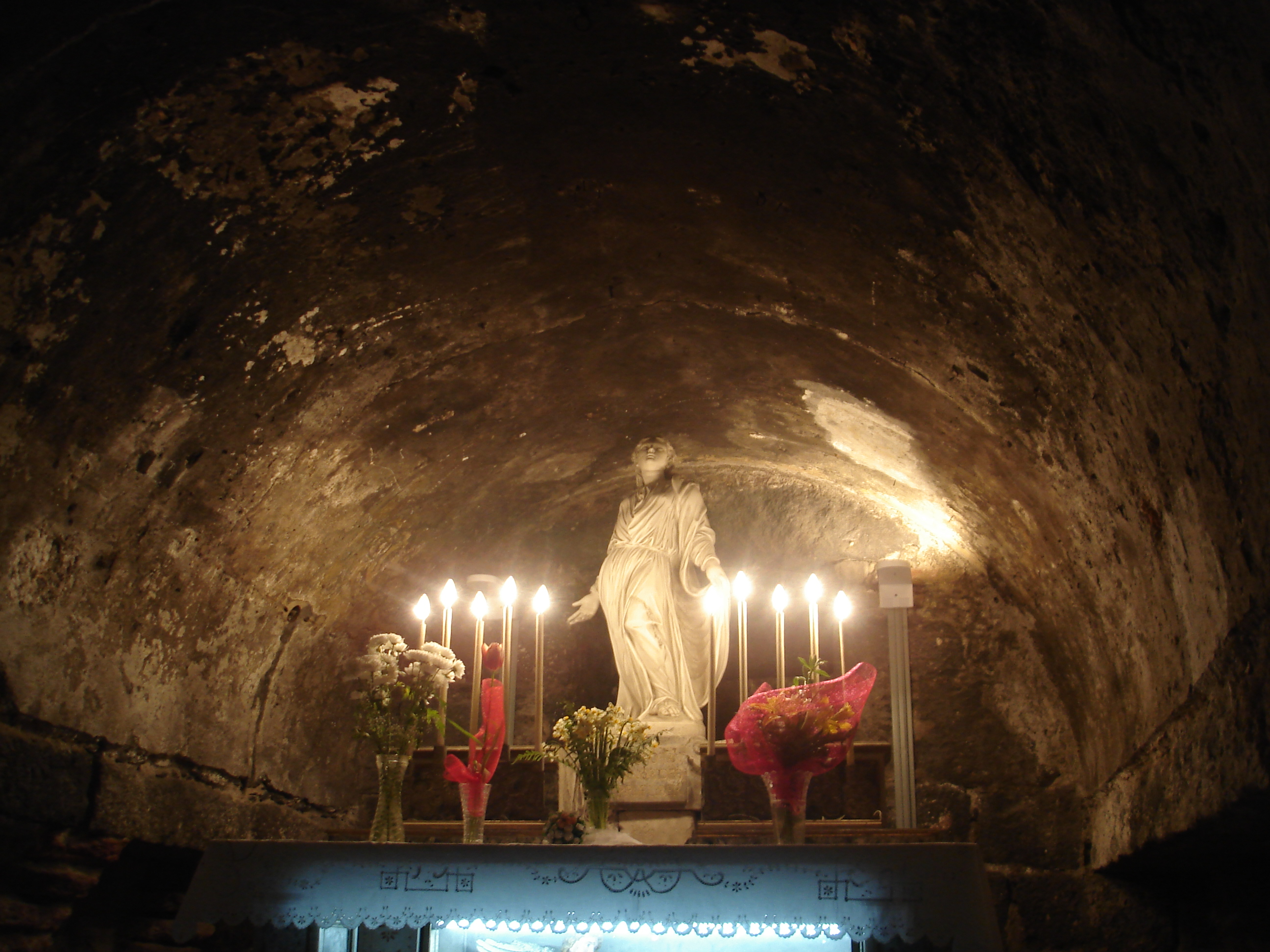
Santo Carcere, interno

Sulla destra del presbiterio, una piccola porta dà accesso a quello che la tradizione considera da sempre il carcere di sant'Agata.
Le recenti indagini archeologiche hanno confermato la datazione all'età romana imperiale di questo ambiente, anche se tuttavia sembra improbabile si trattasse effettivamente di un carcere. L'analisi della struttura, anche in relazione ai grandi nicchioni che si aprono sul fronte e ad un mosaico pavimentale ritrovato nella parte superiore, farebbe piuttosto pensare che possa trattarsi di una sepoltura monumentale oppure della favissa di un tempio su podio, forse legato al culto imperiale.
La vicinanza dell'anfiteatro da un lato e dall'altro la connessione con le altre strutture ritrovate sotto la vicina chiesa di Sant'Agata la Vetere fanno pensare ad un unico complesso con una funzione pubblica e dalla forte valenza scenografica, nel punto in cui cominciava il declivio della collina di Montevergine.

## Confraternita del Santo Carcere
Confraternita del Santo Carcere, sodalizio attestato presso il tempio.

## Galleria d'immagini

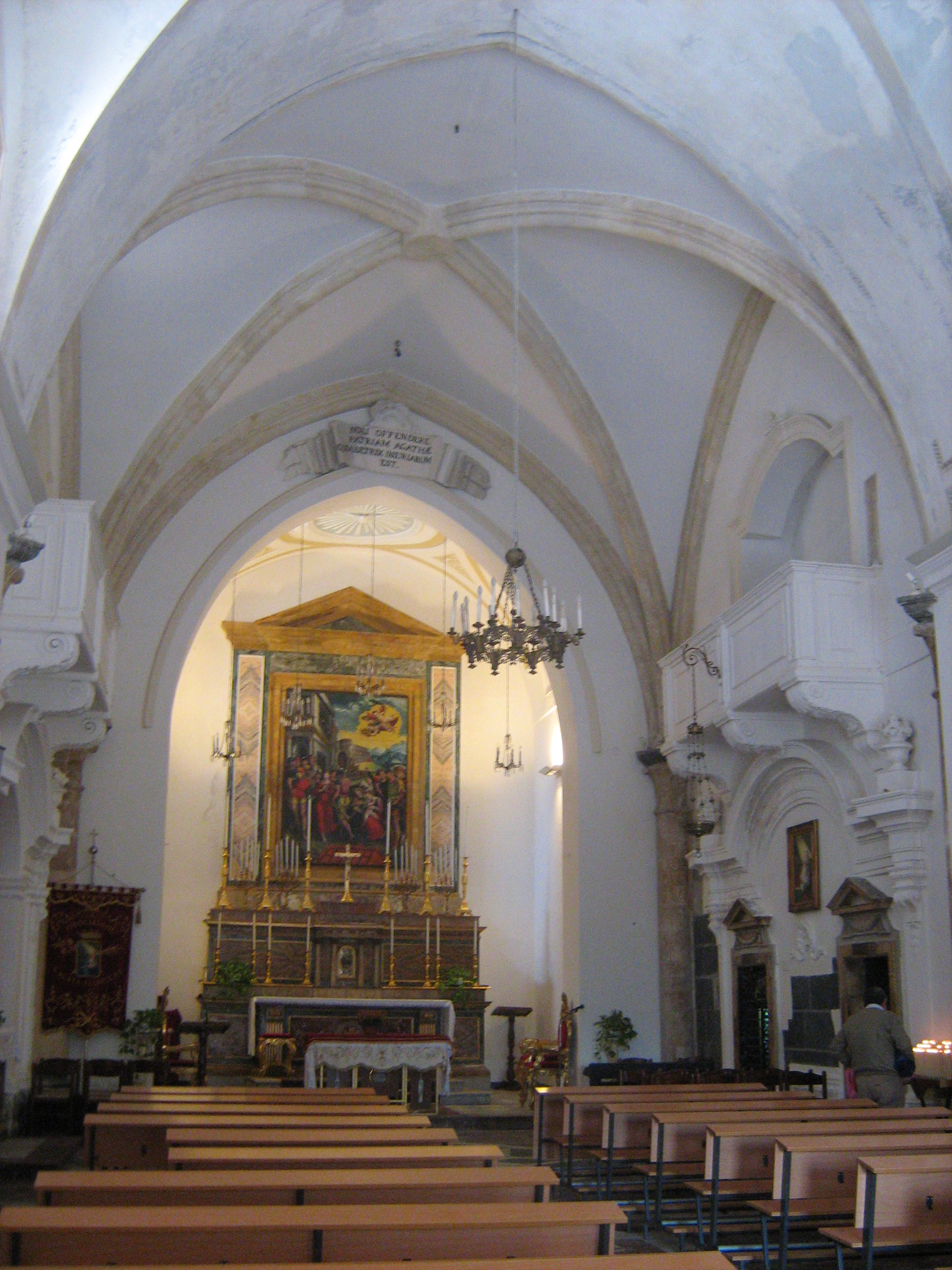
Veduta della campata gotica (secoli XIV-XV)
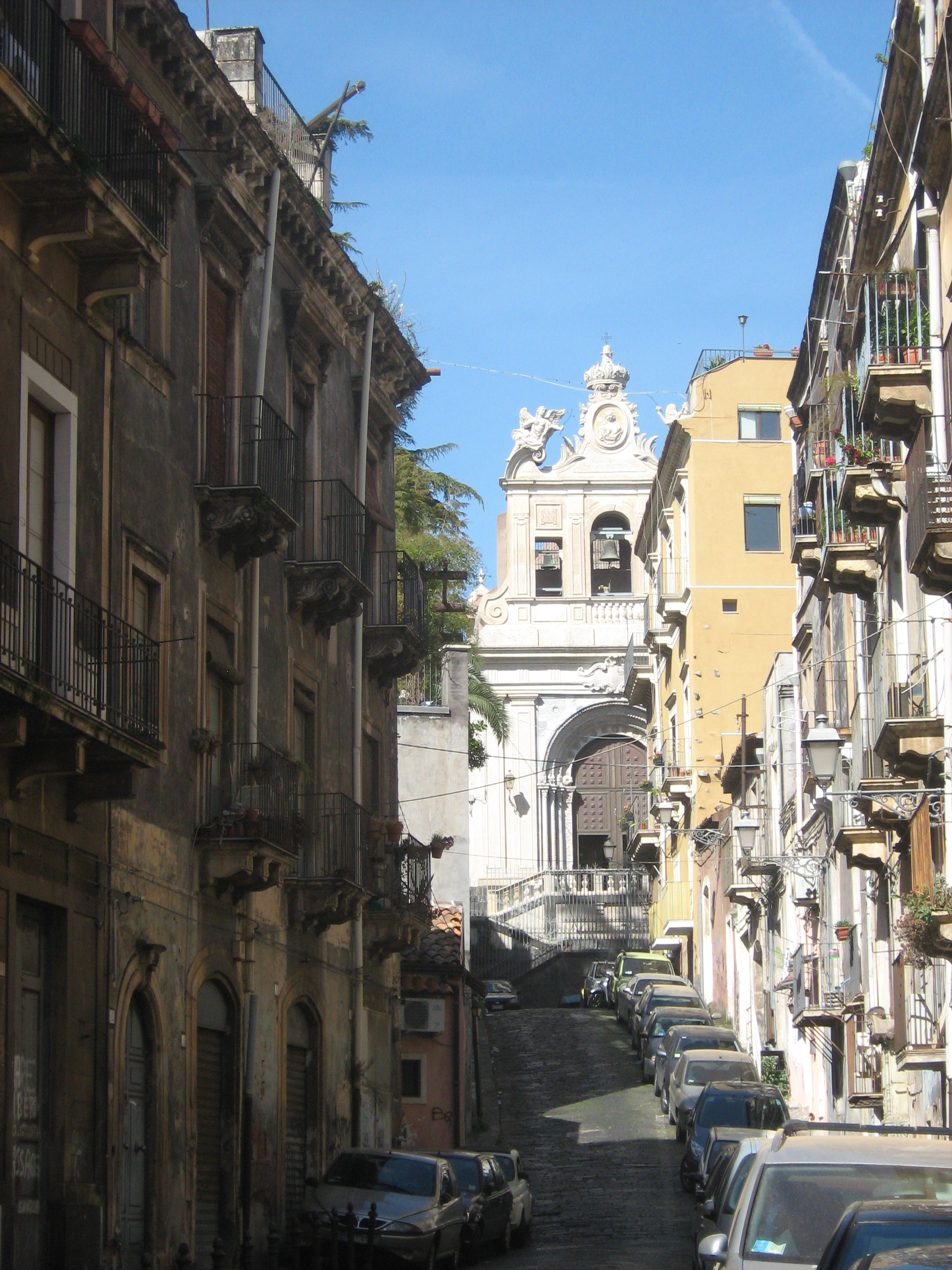
Veduta della chiesa da via del Colosseo
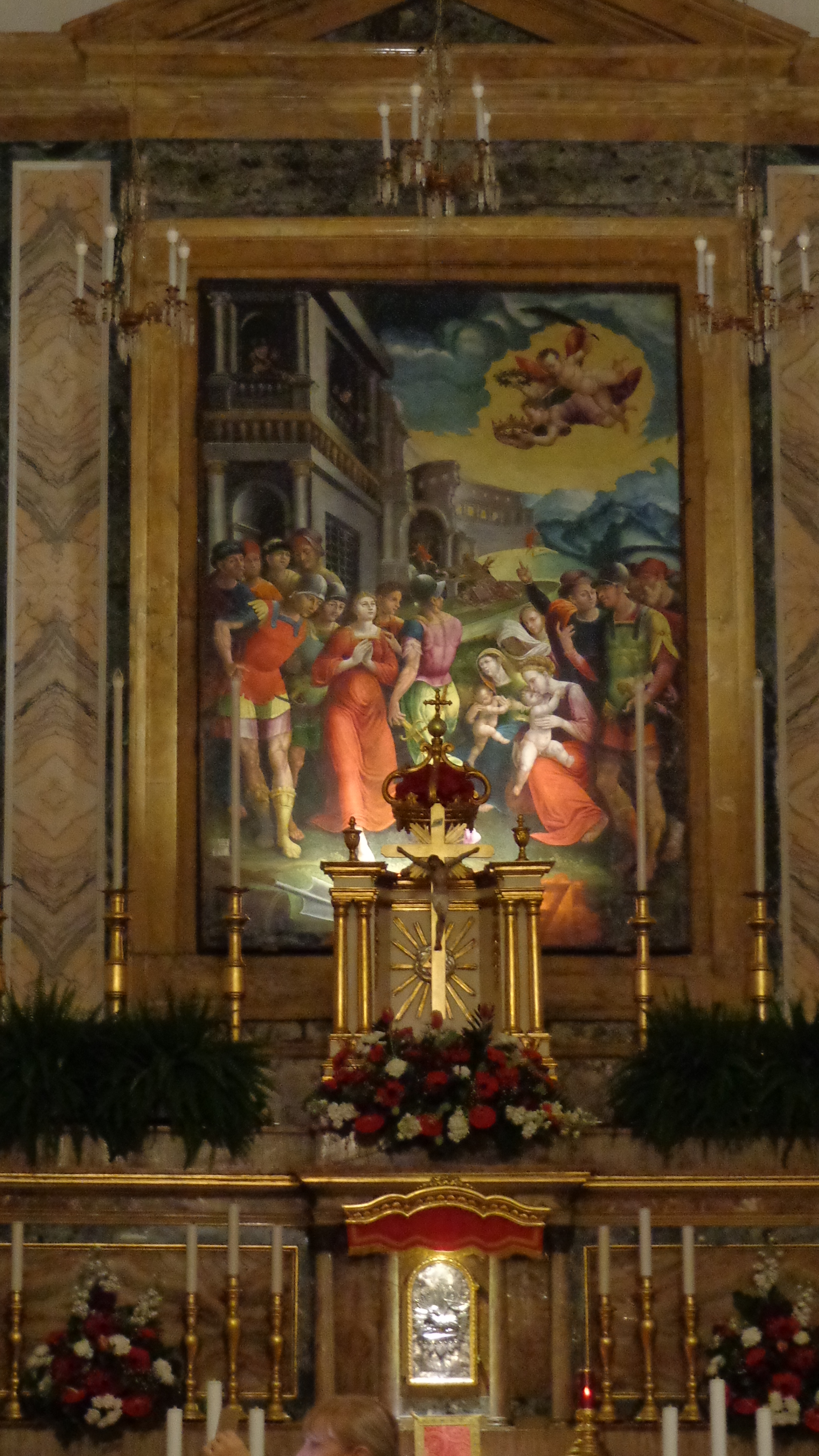
Pala d'altare
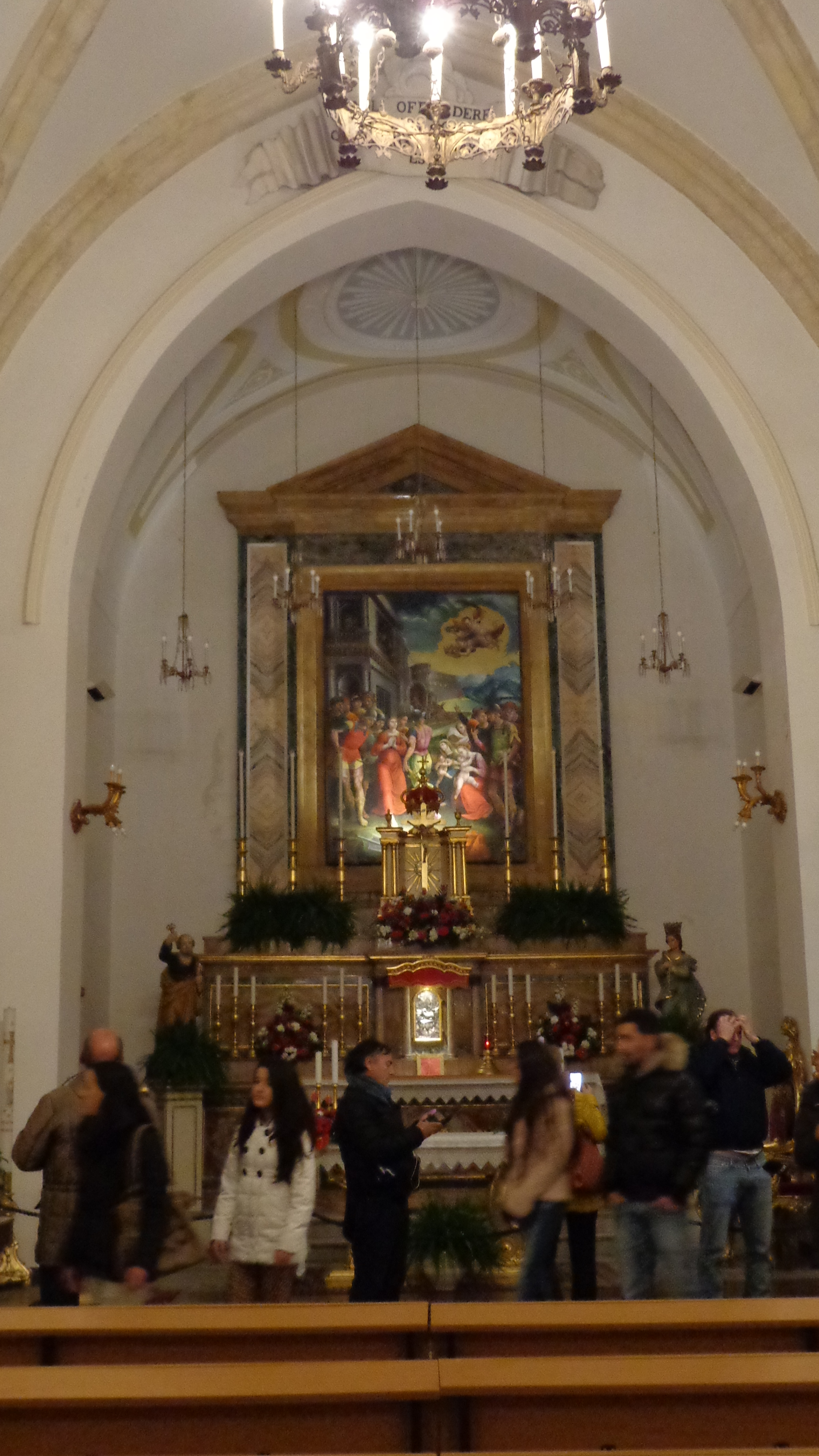
Presbiterio
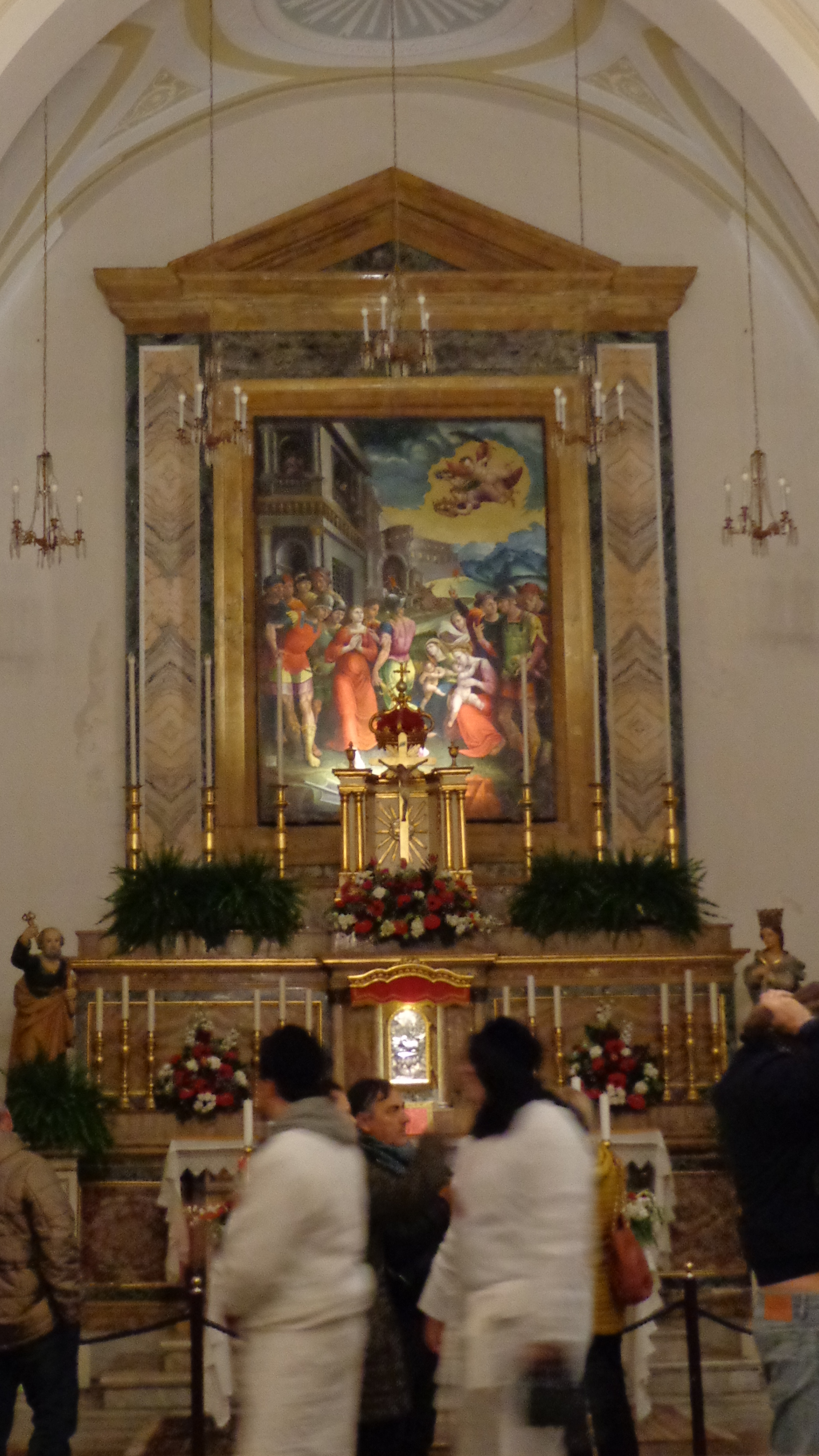
Altare maggiore